# Copper Cove
Copper Cove är en vik i Antarktis. Den ligger i Östantarktis. Nya Zeeland gör anspråk på området.